# 仁川工団消防署
仁川工団消防署（インチョンゴンダンしょうぼうしょ）は仁川消防本部所属の消防署である。

## 管轄区域
- 南洞区のうち論峴洞、南村洞、桃林洞、古桟洞、延寿区（松島洞を除く）

## 沿革
- 1994年12月15日 - 南洞工団消防署として開署。
- 2007年9月25日 - 仁川工団消防署に改称。

## 119安全センター
| 119安全センター     | 住所                           | 管轄区域                                       |
| ------------------- | ------------------------------ | ---------------------------------------------- |
| 古桟119安全センター | 南洞区南洞西路714              | 南洞区のうち古桟洞                             |
| 玉蓮119安全センター | 延寿区チョンリャン路155番ギル7 | 延寿区のうち玉蓮洞、青鶴洞                     |
| 桃林119安全センター | 南洞区ピリュ大路667            | 南洞区のうち桃林洞、南村洞。延寿区のうち仙鶴洞 |
| 東春119安全センター | 延寿区エンゴゲ路241            | 延寿区のうち東春洞、延寿洞                     |
| 論峴119安全センター | 南洞区蘇来駅路109              | 南洞区のうち論峴洞                             |